# Nguyên tắc bổ sung
Trong di truyền học, sinh học phân tử, nguyên tắc bổ sung (NTBS) là nguyên tắc liên kết giữa một nucleotide và một nucleotide khác đối diện, trong các đại phân tử DNA hay RNA.
Cụ thể một loại nucleotide Purine (adenine và guanine) sẽ chỉ liên kết với một loại nucleotide pyrimidine (thymine và cytosine):
- Adenine liên kết với thymine bằng 2 liên kết hydro.
- Guanine liên kết với cytosine bằng 3 liên kết hydro.

Liên kết đối diện là liên kết hydro, khác với liên kết giữa hai nucleotide liên tiếp (liên kết phosphodiester).
Trong 1 gen tỉ số %Adenine=%Thymine;%Guanine=%Cytosine
Các gen liên kết dọc với nhau bằng liên kết hóa trị.
Nguyên tắc bổ sung không chỉ biểu hiện ở những liên kết giữa các nucleotide; giữa các ribonucleotide, giữa nucleotide và ribonucleotide cũng có liên kết Hydro theo nguyên tắc bổ sung. Nhưng các base của các ribonucleotide không có base loại Thymine mà thay vào đó là base Uracil. Vì vậy liên kết giữa các ribonucleotide (nếu có) sẽ theo nguyên tắc:
- Adenine liên kết với Uracil bằng 2 liên kết Hydrogen.
- Guanine liên kết với Cytosine bằng 3 liên kết Hydrogen.
- + NTBS là nguyên tắc cặp đôi giữa các base nitơ trên mạch kép của phân tử DNA, đó là nguyên tắc A của mạch đơn này có kích thước lớn bổ sung cho T của mạch đơn kia có kích thước bé chúng liên kết với nhau bằng 2 liên kết H, G của mạch đơn này có kích thước lớn bổ sung cho X của mạch đơn kia có kích thước bé, chúng liên kết với nhau bằng 3 liên kết H và ngược lại.
- + Nguyên tắc bán bảo toàn (giữ lại một nửa): Trong quá trình tổng hợp phân tử DNA mỗi phân tử DNA con tạo ra gồm một mạch của phân tử DNA mẹ (mạch gốc) và một mạch mới được tổng hợp.
- + Nguyên tắc khuôn mẫu: mạch đơn của DNA con được tổ hợp dựa trên trình tự các nucleotide  trên mạch khuôn của mẹ.